# Tomaž Nose
Tomaž Nose (* 21. April 1982) ist ein ehemaliger slowenischer Radrennfahrer.

## Karriere
Tomaž Nose gewann 2003 eine Etappe beim GP Tell. Ein Jahr später gewann er wieder eine Etappe und sicherte sich auch die Gesamtwertung. Außerdem entschied er eine Etappe der Slowenien-Rundfahrt für sich sowie den GP Palio del Recioto. Ab September fuhr er dann für das Schweizer Team Phonak Hearing Systems als Stagiaire und bekam ab Oktober einen Profivertrag. Seit 2006 fuhr er für das Continental Team Adria Mobil. Im Juni 2007 gewann er die Gesamtwertung der Slowenien-Rundfahrt.
Im Jahr 2006 wurde Nose positiv auf Testosteron getestet und wegen Dopings vom Weltradsportverband Union Cycliste Internationale für ein Jahr gesperrt. Dadurch verlor er auch den Gesamtsieg bei der Slowenien-Rundfahrt und die beiden Etappensiege.
Ende der Saison 2014 beendete er seine Karriere.

## Palmarès
2004
- eine Etappe Slowenien-Rundfahrt
- Gesamtwertung GP Tell

2007
- Gesamtwertung Slowenien-Rundfahrt

## Teams
- 2004–2005 Phonak Hearing Systems
- 2006–2014 Adria Mobil